# 사이언스쇼 기상천외
사이언스쇼 기상천외는 2000년 10월 8일부터 2002년 2월 22일까지 방송되었던 한국교육방송공사의 과학 게임 프로그램이다.

## 팀구성
대학생, 가족뿐만 아니라 일반인이면 누구나 4명이 출연해 한팀을 이뤄 과학게임을 펼친다.

## 역대 mc
- 2000.10.8~2001.4.1 : 김수용, 조혜련, 최창민, ??? 4명
- 2001.4.8~2001.8.26 : 지석진, 안재환
- 2001.8.31~2002.2.22 : 노정렬, 문경훈

## 게임 방식
미션을 수행하는 방에 들어가 주어진 시간 동안 미션을 수행해야 하며 시간 내에 미션을 수행하지 못하면 감금당할 수 있으나, 시간이 5초가량 남았을 때 탈출을 할 수 있다. 미션 성공 시 수정공을 획득할 수 있다.

## 흡착철인
수정공을 획득한 개수대로 기회가 주어지며 상대팀을 모두 물리치면 승리